# Rodzimowierstwo słowiańskie

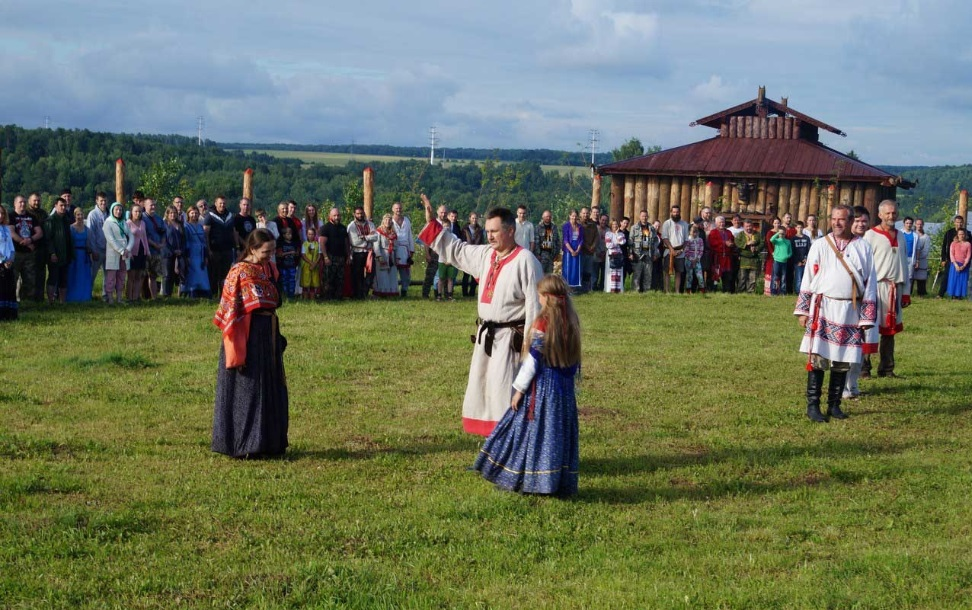
Rodzimowiercy zebrani na obchodach Dnia Peruna w Świątyni Ognia Swarożyca należącej do Związku Słowiańskich Wspólnot Rodzimej Wiary w Krasotince w obwodzie kałuskim w Rosji.

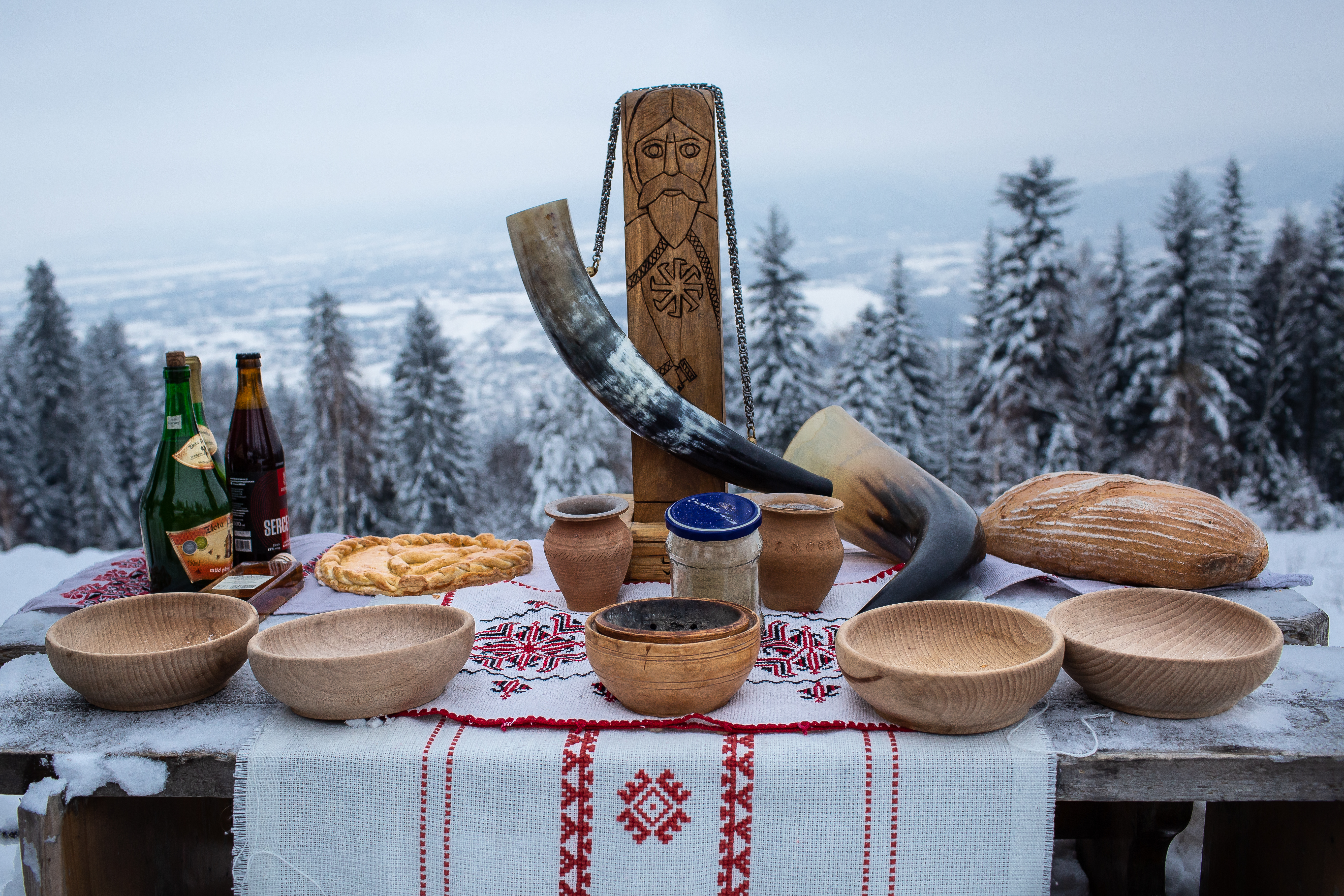
Ołtarz rodzimowierczy przygotowany na obchody Szczodrych Godów

Rodzimowierstwo słowiańskie, rzadziej słowianowierstwo lub słowiańskie neopogaństwo – współczesna religia oparta na duchowości i mitologii ludów słowiańskich, przez religioznawców klasyfikowana jako religia etniczna oraz nowy ruch religijny. Nie posiada nadrzędnej struktury ani akceptowanej władzy religijnej, a także cechuje się sporą różnorodnością w kwestiach wiary i praktyki.
W warstwie teologicznej rodzimowierstwo najczęściej przyjmuje panteizm i politeizm – kult licznych bogów i przodków, a także natury postrzeganej przez pryzmat słowiańskiej kultury. Swoje wierzenia i praktyki rodzimowiercy opierają na materiałach historycznych, archeologicznych i etnograficznych dotyczących religii Słowian oraz zachowanych obyczajach lokalnych społeczności, choć zdarzają się odejścia od tej reguły. Niektóre grupy rodzimowiercze adaptują również elementy hinduizmu i historycznej religii wedyjskiej, a także wywodzące się z wierzeń dawnych plemion zamieszkujących tereny Słowiańszczyzny przed osadnictwem słowiańskim (lub z tym osadnictwem się przenikającymi), jak ludność germańska, bałtyjska (Prusowie) czy nawet celtycka.

## Główne założenia wyznaniowe
Religioznawcy klasyfikują rodzimowierstwo słowiańskie jako religię neopogańską, a także jako nowy ruch religijny. Ruch nie posiada żadnej nadrzędnej struktury ani powszechnie akceptowanego autorytetu religijnego, a w swoich ramach dopuszcza się różnorodność pod względem wiary i praktyki. Socjolog religii Kaarina Aitamurto wskazuje na to, że rodzimowierstwo słowiańskie jest na tyle heterogeniczne, że można je postrzegać nie jako pojedynczą religię, ale jako „termin nadrzędny obejmujący różne formy religijności”.

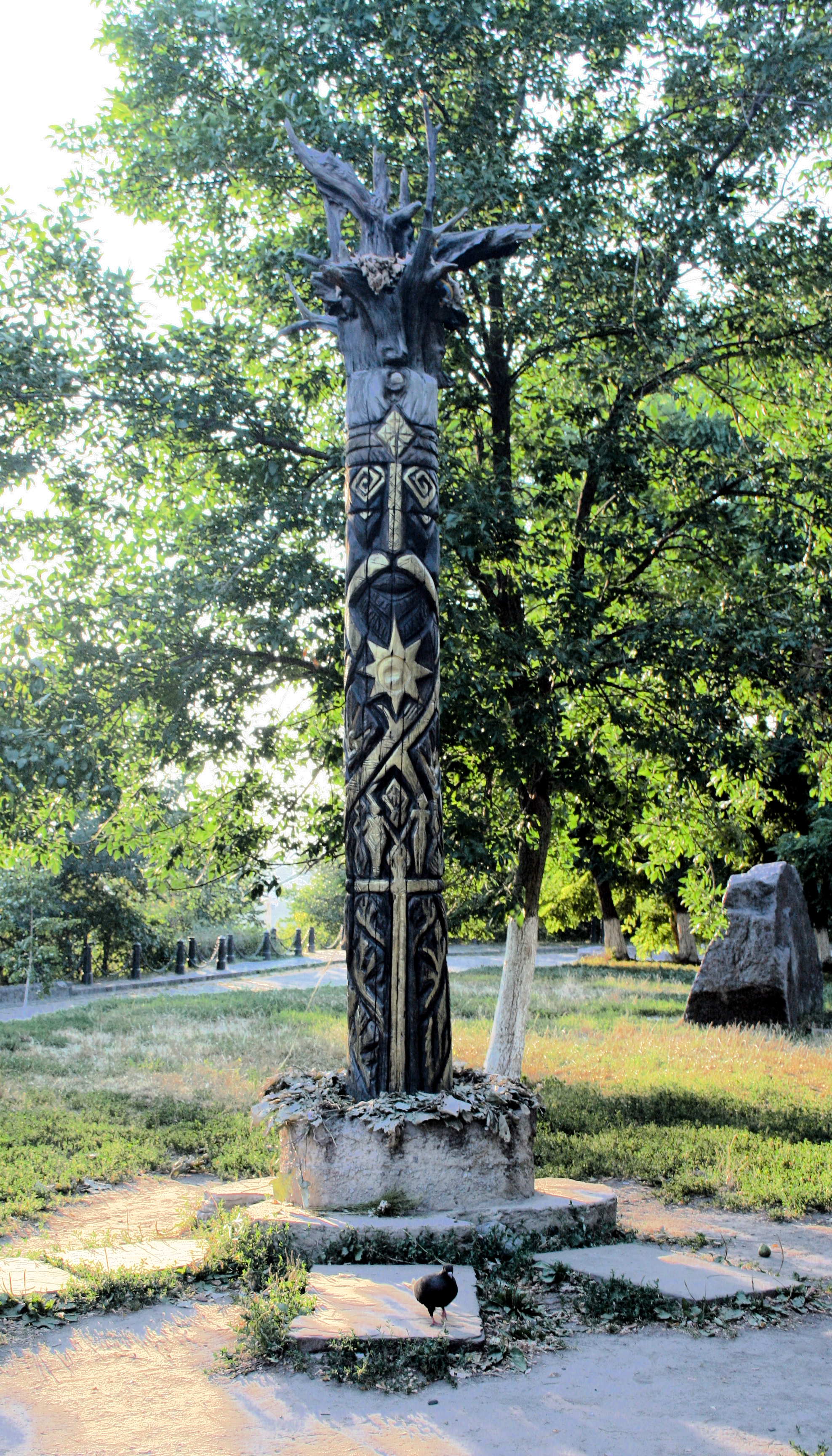
Drewniany posąg Peruna, ustawiony przez ukraińskich rodzimowierców w Kijowie w 2009 roku. Zniszczony w 2012 roku przez nieznanych sprawców.

Religioznawca Aleksiej Gajdukow zdefiniował „neopogaństwo słowiańskie” jako termin odnoszący się do „wszystkich quasi-religijnych, politycznych, ideologicznych i filozoficznych systemów opartych na rekonstrukcji i interpretacji przedchrześcijańskich tradycji słowiańskich”. Inny religioznawca, Adrian Iwakhiw definiuje rodzimowierstwo jako ruch, który „nawiązuje do przedchrześcijańskich wierzeń i praktyk starożytnych ludów słowiańskich”, podczas gdy według historyka i etnologa Victora A. Schnirelmanna, rodzimowiercy przedstawiają się jako „wyznawcy prawdziwego przedchrześcijańskiego słowiańskiego, rosyjskiego lub słowiańsko-aryjskiego pogaństwa”.
Niektórzy zaangażowani unikają nazywania swojego systemu wierzeń „pogaństwem” lub „religią”. Wielu rodzimowierców słowiańskich określa swój system wierzeń bardziej jako „religia etniczna”; organizacje słowianowiercze były współodpowiedzialne za ustanowienie Światowego Kongresu Religii Etnicznych. Użycie tego terminu sugeruje, że religia jest zarezerwowana dla określonej grupy etnicznej. Niektórzy praktykujący uważają „religię etniczną” za termin równoznaczny z „wiarą rodzimą”; z kolei inni dokonują rozróżnienia między tymi dwoma pojęciami. Jednocześnie niektórzy działacze rodzimowierczy unikają w ogóle nazywania swojego systemu wierzeń „religią” czy też „pogaństwem”.  Laruelle podkreślił, że rodzimowierstwo „niekoniecznie można zdefiniować jako religię w ścisłym tego słowa znaczeniu”; niektórzy wyznawcy wolą definiować ją jako „duchowość”, „mądrość” lub „filozofię” czy „wizję świata”.
Według Schnirelmanna, to właśnie urzędowy naukowy ateizm Związku Radzieckiego, który znacznie osłabił infrastrukturę religii uniwersalistycznych, w połączeniu z nastrojami anty-zachodnimi i badaniami intelektualistów nad starożytną „wedyjską” religią Rosji, utorował drogę do rozwoju rodzimowierstwa i innych nowoczesnych kultów pogańskich w Europie Wschodniej. Po upadku Związku Radzieckiego, dążenie do rodzimowierstwa wkrótce przekształciło się w duchową kultywację organicznych społeczności ludowych w obliczu tego, co rodzimowiercy uważają za obce kosmopolityczne siły, które napędzają globalną asymilację (które nazywają „mono-ideologiami”), reprezentowanymi przede wszystkim przez religie abrahamowe. W rosyjskim środowisku intelektualnym rodzimowierstwo zwykle przedstawia się jako nośnik ideologii „natywizmu”, która według własnej analizy historycznej rodzimowierców ma zastąpić mono-ideologie, których ostateczne bankructwo obserwuje obecnie świat. Rozwój podobnych ruchów idzie zauważyć się także na terenie Ukrainy czy Polski, czego przykładem mogą być środowiska skupione wokół teorii Wielkiej Lechii.

### Rodzimowierstwo jako nowa synteza
Schnirelmann stwierdził, że rodzimowierstwo w rzeczywistości nie stanowi „ odbudowy jakiejkolwiek religii przedchrześcijańskiej jako takiej”. Opisuje on ten ruch raczej jako „sztucznie zbudowany przez miejskich intelektualistów, którzy wykorzystują fragmenty wczesnych przedchrześcijańskich wierzeń i obrzędów lokalnych w celu przywrócenia narodowej duchowości”. W ten sposób rodzimowierstwo bywa rozumiane - przynajmniej częściowo - jako tradycja wynaleziona lub forma folkloryzmu. Simpson zauważył, mówiąc o specyficznym kontekście Polski, że w przeciwieństwie do historycznych wierzeń słowiańskich, które były nieodłączną częścią codziennego życia ich społeczeństwa, wielu współczesnych rodzimowierców żyjących w Polsce opracowuje nowe formy organizacji społecznej, które odróżniają ich od ustalonego społeczeństwa. Tekstowe dowody na istnienie historycznej religii słowiańskiej są skąpe, zostały opracowane przez chrześcijańskich pisarzy wrogich opisywanym systemom i zazwyczaj są otwarte na wiele interpretacji.
Rozwijając rodzimowierstwo słowiańskie, wielu wyznawców sięgają do źródeł dotyczących historycznej religii ludów słowiańskich, a także elementów zaczerpniętych z późniejszego słowiańskiego folkloru czy pochodzących od społeczności niesłowiańskich. Wśród wpływów zewnętrznych można wyszczególnić przekonania i praktyki zaczerpnięte z między innymi hinduizmu, buddyzmu, zaratusztrianizmu, rodzimowierstwa germańskiego, syberyjskiego szamanizmu, a także idee pochodzące z różnych form ezoteryzmu, w tym między innymi teozofii, etnocentryzmu czy volkizmu. Rzadziej wpływy obejmują także teksty takie jak Księga Welesa, pretendujące do miana oryginalnych źródeł historycznej religii Słowian, lecz identyfikowanych jako falsyfikaty. Pomimo tego wielu rodzimowierców nie uznaje synkretyzmu, zamiast tego obierając wyraźnie antysynkretyczną postawę i podkreślając potrzebę zachowania „czystości” religii, a tym samym utrzymania jej „autentyczności”. Niektórzy rodzimowiercy są świadomi, że ich wierzenia syntezę różnych wierzeń i źródeł, a to co zostało wiadomo na temat przedchrześcijańskich słowiańskich wierzeń jest fragmentaryczne, a zatem rekonstrukcja wymaga też pewnej innowacji i dostosowania do nowoczesności.  

### Wierzenia ludowe i dwuwierstwo
Organizując swoje wierzenia i praktyki, rodzimowiercy słowiańscy przyjmują elementy udokumentowanej kultury ludowej, w tym pochodzące z XIX- i XX-wiecznych zapisów etnograficznych. Za takim działaniem stoi argumentacja, że słowiańskie praktyki ludowe reprezentują często tak zwane „dwuwierstwo”, a więc kultywowanie przedchrześcijańskich wierzeń i praktyk równolegle do chrześcijaństwa. Koncepcja ta była szczególnie popularna wśród XIX-wiecznych etnografów będących pod wpływem romantyzmu i zachowała szeroką popularność w całej Europie Wschodniej, choć w ostatnich czasach została poddana krytyce. Ludowe chrześcijaństwo na Słowiańszczyźnie znajdowało się pod wpływem rdzennych wierzeń i praktyk, odkąd zostało ustanowione w średniowieczu; owe wierzenia ludowe zmieniały się znacznie w ciągu wieków. Zgodnie z tym faktem współcześni słowianowiercy deklarują, że ich wiara jest kontynuacją żywej tradycji.
Zdaniem Iwachowa, pomimo intensywnych wysiłków chrześcijańskiej administracji chrystianizacja Słowian, a zwłaszcza Rosjan, przebiegała bardzo powoli i doprowadziła do „gruntownej syntezy elementów pogańskich i chrześcijańskich", widocznej na przykład w adaptacjach bogów jako chrześcijańskich świętych (Perun jako święty Eliasz, Weles jako święty Błażej i Jaryło jako święty Jerzy) oraz w nakładaniu się świąt chrześcijańskich na pogańskie. Badaczka rosyjskiej religii ludowej Linda J. Iwanicz przytacza badania etnograficzne dokumentujące istnienie całych wiosek kultywujących wierzenia etniczne jeszcze na przełomie XIX i XX w., czy to w czystej postaci, czy pod powierzchowną osłoną chrześcijaństwa. Według niej przypadek Rosji jest wyjątkowy w porównaniu z Europą Zachodnią, ponieważ Rosja nie miała do czynienia z intelektualnymi wstrząsami renesansu, reformacją, czy innymi ruchami, które poważnie osłabiły duchowość ludową w krajach, których dotyczyły. Z kolei polski historyk Paweł Jasienica podaje przypadek zarejestrowania czysto pogańskiej obrzędowości w 1937 r. na Opolszczyźnie.

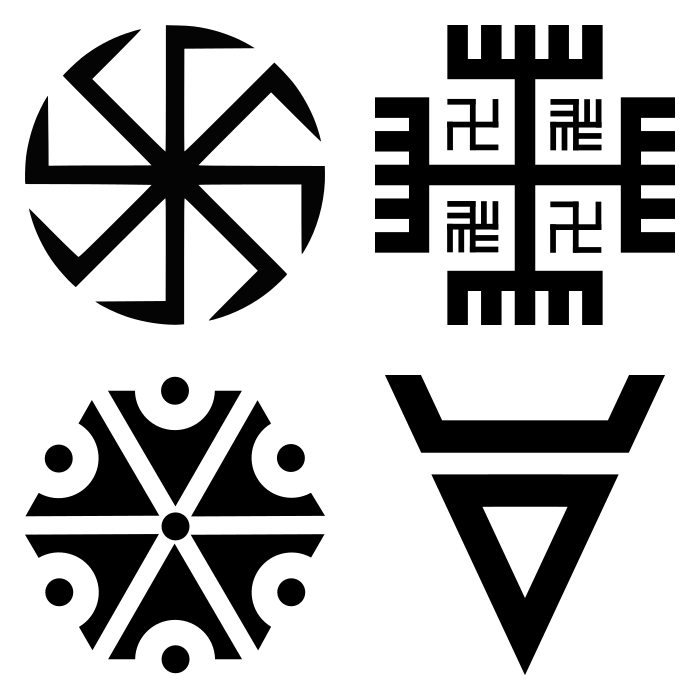
Symbole rodzimowiercze. Od lewej: kołowrót, ręce boga, symbol Peruna, symbol Welesa

### Symbolika

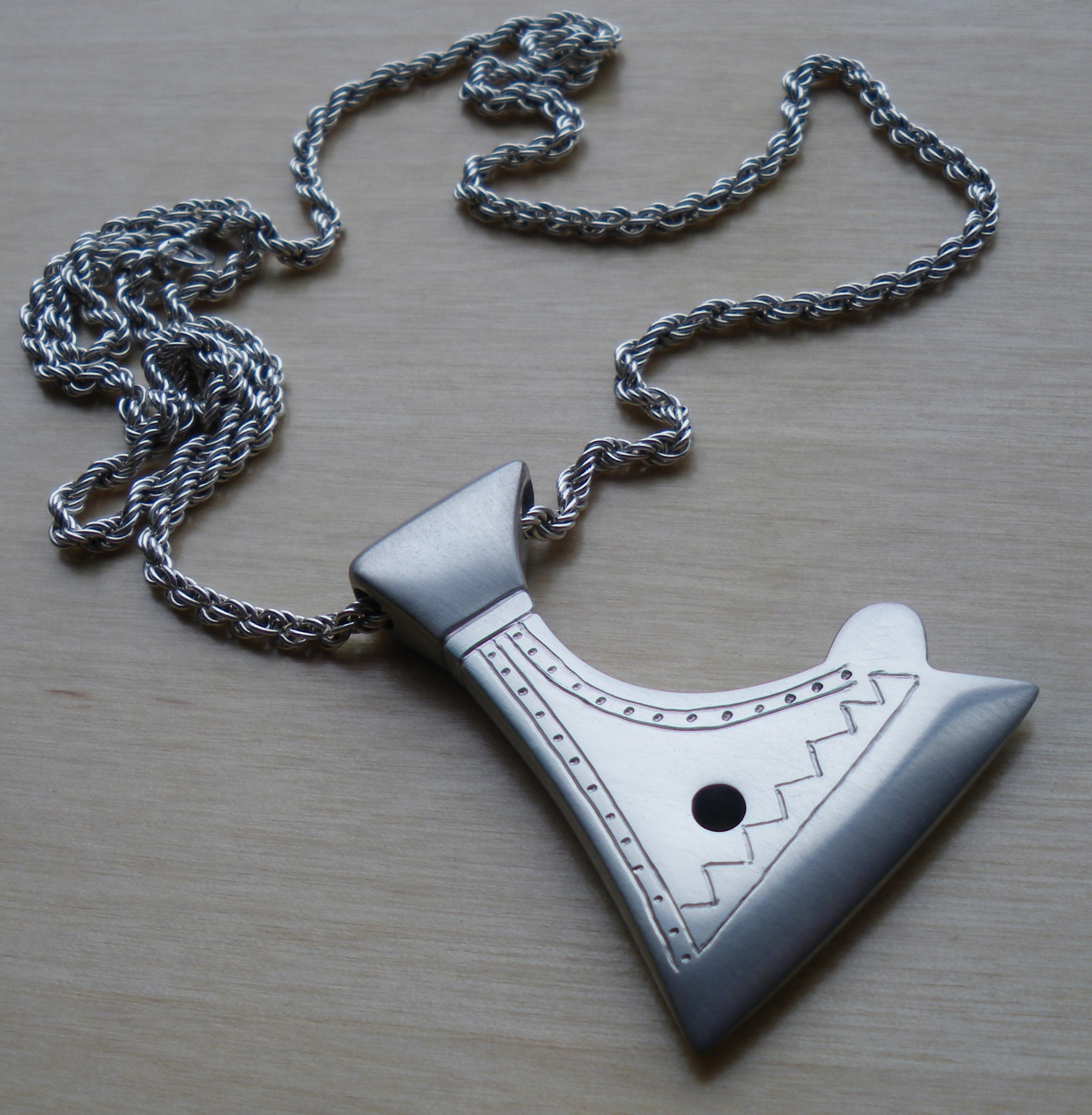
Zawieszka w kształcie topora, rodzimowierczy amulet – symbol boga Peruna

Najczęściej używanym symbolem religijnym rodzimowierców słowiańskich jest tak zwane słoneczko (zwane również kołowrotem), będące wariantem podwójnej swastyki. Reprezentuje on całość, ostateczne źródło odnowy, ład kosmiczny i cztery główne kierunki. Według badań Borysa Rybakowa symbole wiru i koła, reprezentowane również przez takie wzory, jak „sześciopłatkowa róża wewnątrz koła” i „znak piorunowy” (gromowoj znak), były nadal rzeźbione w ramach tradycji ludowych północnej Rosji aż do XIX wieku. Współczesny deseń symbolu słoneczka używanego przez rodzimowierców słowiańskich pojawił się już w drzeworytach wyprodukowanych w latach dwudziestych przez Stanisława Jakubowskiego.

## Terminologia

### Rodzimowierstwo
Termin "rodzimowierstwo" jest zaadaptowany z słowiańskich sformułowań, a jego odmiany są także używane w innych językach słowiańskich, na przykład w języku ukraińskim brzmi ono ridnowirstwo lub ridnowerija, w języku rosyjskim rodnowerje, zaś w języku czeskim rodnověří. W języku angielskim funkcjonuje określenie "rodnovery", które określa ogół społeczności neopogańskich oraz praktykujących odwołujących się do słowiańskich wierzeń. Ów termin pochodzi od prasłowiańskich słów rod, które oznaczają coś „rdzennego”, „przodka”, "tubylca" i „mieszkańca”, a także „rodzaj”, „pokolenie”, „krewnego”, „rasę” (np. rosyjskie rodnaja lub rodnoj czy polskie rodzina albo rodak); oraz wera, co oznacza „wiarę”, „religię”, "wierzyć", "wierzenie". W ramach ruchu był on również stosowany do definiowania samej społeczności praktykujących Rodzimą Wiarę jako wybranej grupy. Określenia te ma różną historię i skojarzenia w każdym z języków słowiańskich, w których się pojawia. W Polsce terminy te były początkowo stosowane także do innych współczesnych religii pogańskich grup niesłowiańskich [sic!] - na przykład w języku polskim romuva była określana jako rodzimowierstwo litewskie, asatru (bądź heathenry) bywało nazywane rodzimowierstwem germańskim, a neopogaństwo celtyckie istniało jako rodzimowierstwo celtyckie jednak „obecnie, zwłaszcza jeśli pisze się [to] wielką literą, termin ten jest rozumiany przede wszystkim jako określenie Rodzimej Wiary Słowiańskiej”. 
Czasami określenie „rodnovery” bywa również interpretowane jako oznaczające „wiarę Roda”, odniesienie do eponimicznej koncepcji najwyższego boga, Roda, znalezionych w źródłach rosyjskich i ukraińskich. Aitamurto stwierdził, że oprócz tego, że jest to najczęściej używany termin, jest on najbardziej odpowiedni ze względu na swoje znaczenie. Ma głębokie znaczenie związane ze słowiańską etymologią, która zostałaby utracona w wyniku tłumaczenia, które wyraża centralne koncepcje słowiańskiej rdzennej wiary. Rod jest tu bowiem pojmowany jako absolut, pierwotny bóg, najwyższy przodek wszechświata, który rodzi wszystkie rzeczy, a jednocześnie jako krewny, ród pokolenia, który jest więzią przodków z najwyższym źródłem.
Najwcześniejsze znane użycie tego terminu było autorstwa ukraińskiego emigranta Lwa Sylenki, który w 1964 r. założył w Kanadzie publikację mimeograficzną zatytułowaną Ridna Vira („Rodzima wiara”). Co najmniej do 1995  Ukraińcy zaczęli używać odmiany Ridnovir w odniesieniu do szerszego ruchu (nieograniczonego do sylenizmu), spopularyzowanej przez Wołodymyra Szajana. Z Ukrainy termin ten zaczął rozprzestrzeniać się w innych krajach słowiańskich. W 1996 r. forma niezłożona została przyjęta przez polską grupę Zrzeszenie Rodzimej Wiary, a w 1997 r. przez rosyjski Związek Słowiańskich Wspólnot Słowiańskiej Rodzimej Wiary (ros. Союз Славянских Общин Славянской Родной Веры) kierowany przez Wadima Kazakowa, podczas gdy określenie Rodnowerie zostało szeroko spopularyzowane w Rosji przez wołchwa Welesława(Ilja G. Czerkasowa) do 1999 r. Na początku XXI wieku termin ten był szeroko rozpowszechniony w innych krajach słowiańskich. W 2002 r. sześć rosyjskich rodzimowierczych związków wydało „Apel Bittsa” (Bittsewskoe Obraszczenie), w którym spośród wielu omówionych tematów wyrazili pogląd, że „rodzimowierstwo” należy uznać za główną nazwę religii. Rozpowszechnienie tego terminu odzwierciedlało stopień solidarności w tworzeniu szerszej marki i poczuciu międzynarodowego ruchu, pomimo nieporozumień i walk o władzę, które przenikały grupy.  

### „Stara wiara”, „wedyzm”, „prawosławie” i inne terminy
Odpowiednia nazwa tej religii jest przedmiotem ostrych dyskusji wśród osób wierzących. Wielu zwolenników tych wierzeń przyjęło terminy, które są już używane w odniesieniu do innych religii, a mianowicie między „wedyzm”, odnoszący się do historycznej religii wedyjskiej i starożytnej religii irańskiej, oraz „ prawosławie”, powszechnie kojarzone z prawosławnym chrześcijaństwem. Na przykład, jedna z najwcześniejszych gałęzi w odrąbie rodzimowierstwa znana jest jako „wedyzm petersburski”. Wyjaśniają oni, że „wedyzm” wywodzi się od słowa „wiedzieć” i sugeruje, że zamiast dogmatycznie wierzyć (werit), wedyści „wiedzą” lub „widzą” (wedat) duchowe prawdy. Termin ten został po raz pierwszy użyty przez Jurija Pietrowicza Mirolubowa - pisarza lub odkrywcę Księgi Welesa - w połowie XX wieku, a później przyjęty przez założyciela wedyzmu petersburski, Wiktora Bezwerkhy'ego.
Na Ukrainie i w Rosji wiele istotnych związków rodzimowierczych opowiada się za określeniem „prawosławie” dla nich samych. Utrzymują oni, że termin ten odnosi się do „pochwały” lub „gloryfikacji” (slawa) uniwersalnego porządku (Prawia, por. wedyjskie Ṛta), który został przejęty przez chrześcijan. Innym określeniem używanym przez Rodnowców, ale historycznie kojarzonym z rosyjskim prawosławnym ruchem staroobrzędowców, jest „Starowierstwo” (ros. Старове́ры Starovéry, „Stara Wiara”).
Innym terminem używanym przez niektórych rodzimowierców jest między innymi „Słowiańszczyzna" lub „Slawizm”, który pojawia się zwłaszcza w języku polskim (jako Słowiaństwo), rosyjskim (jako Slawianstwo) i słowackim (jako Slovianstvo). Etnonim „Słowianie” wywodzi się najpewniej od prasłowiańskiego rdzenia *slovo, „słowo” i oznacza „tych, którzy mówią tymi samymi słowami”, a według niektórych rodzimowierców ma także religijną konotację „wychwalania swoich bogów”.

### Zachodni „(neo)poganin” a słowiański „jazycznik”
W językach słowiańskich ukuły się dwa określenia, które definiują osoby lub społeczeństwa wyznające inne wierzenia niż chrześcijańskie, przy czym odnoszą się tu do wierzeń przedchrześcijańskich. Określenie pochodzenia łacińskiego „paganus” współcześnie się zwykle tłumaczy jako „pogaństwo”, „poganie”, choć pierwotnie oznaczało ono „wieśniaka”, „pochodzącego ze wsi”, „wiejski”. Wielu współczesnych rodzimowierców odrzuca ten termin, gdyż uważa go za obraźliwy, w zamian niektórzy z proponują „jazycznik/jazycznica”, które z kolei pochodzi z słowa „jazyk” wziętego z języka cerkiewnosłowiańskiego oznaczające „naród, plemię”, choć historycznie podobnie jak „poganie” było określeniem pogardliwym i piętnującym osoby wyznające politeizm oraz innych wyznań niechrześcijańskich. Określenie „jazycznik” jest zwłaszcza rozpowszechnione wśród tych rodzimowierców, którzy nie posiadają żadnych konotacji z określeniem „poganie”. Współcześni jazycznicy tłumaczą, że słowo to oznacza kogoś, kto w sprawach religii pozostał wierny kodowi kulturowemu swojego narodu i w sprawach wiary mówi w jego języku. Tak więc czeskie grupy rodzimowierców ukuły Jazyčnictví, a słowaccy rodzimowiercy Jazyčníctvo. Według Demetrii K. Green z Uniwersytetu Johnsa Hopkinsa, rodzimowierstwo jest ściśle związane z rozwojem języków wschodniosłowiańskich, a zwłaszcza języka rosyjskiego, który przez wieki zachował w sobie idee i terminologię religii słowiańskiej, sprzyjając jej odrodzeniu w epoce nowożytnej.
W połowie lat trzydziestych XX wieku w Polsce termin „neopogański” został używany między innymi w odniesieniu do Zadrugi. Został on przyjęty wśród rodzimowierców w latach dziewięćdziesiątych XX wieku - kiedy pojawił się w takich formach jak rosyjskie Neojazyczestwo i polskie Neopogaństwo - ale został przyćmiony przez „Słowiańską Rodzimą Wiarę” i "rodzimowierstwo" w okolicach 2000 roku. Przedrostek "neo-" szczególnie wzbudza wiele kontrowersji i sporów wewnątrz samej społeczności. Według niektórych rodzimowierców minimalizuje on ciągłość wierzeń przedchrześcijańskich, inni zaś uważają, że kojarzy się im z ruchami i społecznościami New Age. Wielu wyznawców zamiast przyjąć, że tworzą coś nowego oraz źródła na temat oryginalnych wierzeń słowiańskich są raczej skąpe, uważa że przywracają oni stary, przedchrześcijański system wierzeń, sami  też uważając się za religię etniczną. Istnieją jednak także wierzący, tacy jak Maciej Czarnowski, którzy zachęcają do używania sformułowania "neopoganie", ponieważ podkreślają oni różnice między praktykami wykonywanymi współcześnie, a praktykami ludów przedchrześcijańskich, które mogą być utrudnione przez przesądy i niepotrzebne, jak chociażby składanie zwierząt w ofierze. Mimo to wciąż wielu rodzimowierców, w odróżnieniu od wielu współczesnych pogan, upiera się, że nie jest ona „poganami”, odrzucając nawet propozycje z określeniami "neopoganie", "nowocześni poganie", "współcześni poganie" czy inne oraz innych kwalifikacji, uważając, że są to „słabo zdefiniowane” pojęcia, których stosowanie przez uczonych prowadzi do sytuacji, w której rodzimowierstwo jest łączone z „wszelkiego rodzaju kultami i religiami”, z którymi nie ma nic wspólnego.

## Wierzenia

### Teologia i kosmologia
Przed rozpoczęciem chrystianizacji większość Słowian było politeistami, wierząc w różnorodnych bogów i boginie. Wiara różniła się w zależności od miejsca i czasu – czasami przyjmowano kult bóstw z panteonów innych, sąsiednich grup etnicznych. Współcześni rodzimowiercy w większości również określają się jako politeiści; niektórzy praktykujący określają się jako ateiści, wierząc, że bogowie i boginie nie są prawdziwymi bytami, lecz raczej symbolami idealnymi.
Rodzimowierstwo słowiańskie nie posiada uniwersalnego dla wszystkich wyznawców panteonu bóstw. Różne grupy rodzimowiercze często preferują wybrane przez siebie bóstwa. Bogowie i boginie czczeni przez rodzimowierców patronują określonym elementom rzeczywistości, żywiołom, miejscom i środowiskom, jak np. wody, lasy czy domostwa. Bogowie mogą podlegać zmianom funkcjonalnym wśród współczesnych rodzimowierców; na przykład tradycyjny bóg zwierząt gospodarskich i poezji, Weles, jest nazywany bogiem literatury, komunikacji czy też proletariatu.

### Moralność i etyka
Etyka słowianowiercza dotyka szerokiego zakresu współczesnych problemów społecznych. Poglądy rodzimowierców słowiańskich opierają się m.in. na solidarności, która jest postrzegana jako nierozerwalnie związana z ich religią.
Rodzimowierstwo słowiańskie kładzie nacisk na „tego-światowość” moralności i osądów moralnych, postrzeganych jako dobrowolna i rozważna odpowiedzialność względem innych, wyrastająca ze świadomości wzajemnych powiązań wszystkich rzeczy i ciągłości materii duchowej, nie zaś jako ścisły zestaw zasad. Chociaż niektórzy rodzimowiercy wierzą w życie pozagrobowe, Wyraj, twierdzą, że odpłata za ziemskie uczynki nie jest odłożona na taką przyszłość; jako że bogowie i boginie manifestują się jako zjawiska naturalne oraz w ludziach jako potomkach rodów, rodzimowiercy słowiańscy wierzą, że działania i ich wyniki mają miejsce i wypełniają się w obecnym świecie. Ludzie postrzegani są jako posiadający swoje własne obowiązki wobec uwarunkowań, w jakich egzystują: na przykład prawem rodziców jest dbanie o własne dzieci, prawem przodków bycie czczonymi, a ziemi – troska i uprawa. Według rodzimowierców, sprawiedliwość i prawda muszą zostać zrealizowane w tym życiu; „nadstawienie drugiego policzka”, przeniesienie odpowiedzialności do rzeczywistości pozagrobowej, bierność i zrzeczenie się udziału w sprawach doczesnego świata jest uważane za niemoralne i równoznaczne z przyjmowaniem zła. Innymi słowy, ucieczka od obowiązków związanych z czynnikami mającymi miejsce w istniejących warunkach jest tym samym, co wyparcie się bogów i bogini; niszczy moralność, szkodząc jednostce, społeczeństwu i światu.
Rodzimowiercy słowiańscy cenią odpowiedzialność indywidualną jako fundament dla dalszego rozwoju ludzkości. Nacisk kładziony na indywidualność nie jest przy tym stawiany w opozycji do wartości solidarności, ponieważ odpowiedzialność zbiorową postrzega się jako wynikającą ze związania właściwych, wolnych decyzji myślących jednostek. Używając terminologii Émila Durkheima, Aitamurto pisze, że słowianowiercy odrzucają „indywidualizm egoistyczny”, a nie „indywidualizm moralny”. Nierozerwalnie związany z moralnością odpowiedzialnej wspólnoty jest szacunek dla otoczenia i w ogólności świata naturalnego, lub to, co Aitamurto definiuje jako „odpowiedzialność ekologiczna”.

## Praktyki

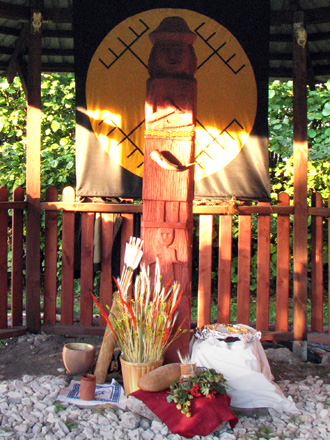
Ofiarowanie pokarmów w trakcie obchodów Święta Plonów – RKP, 2007

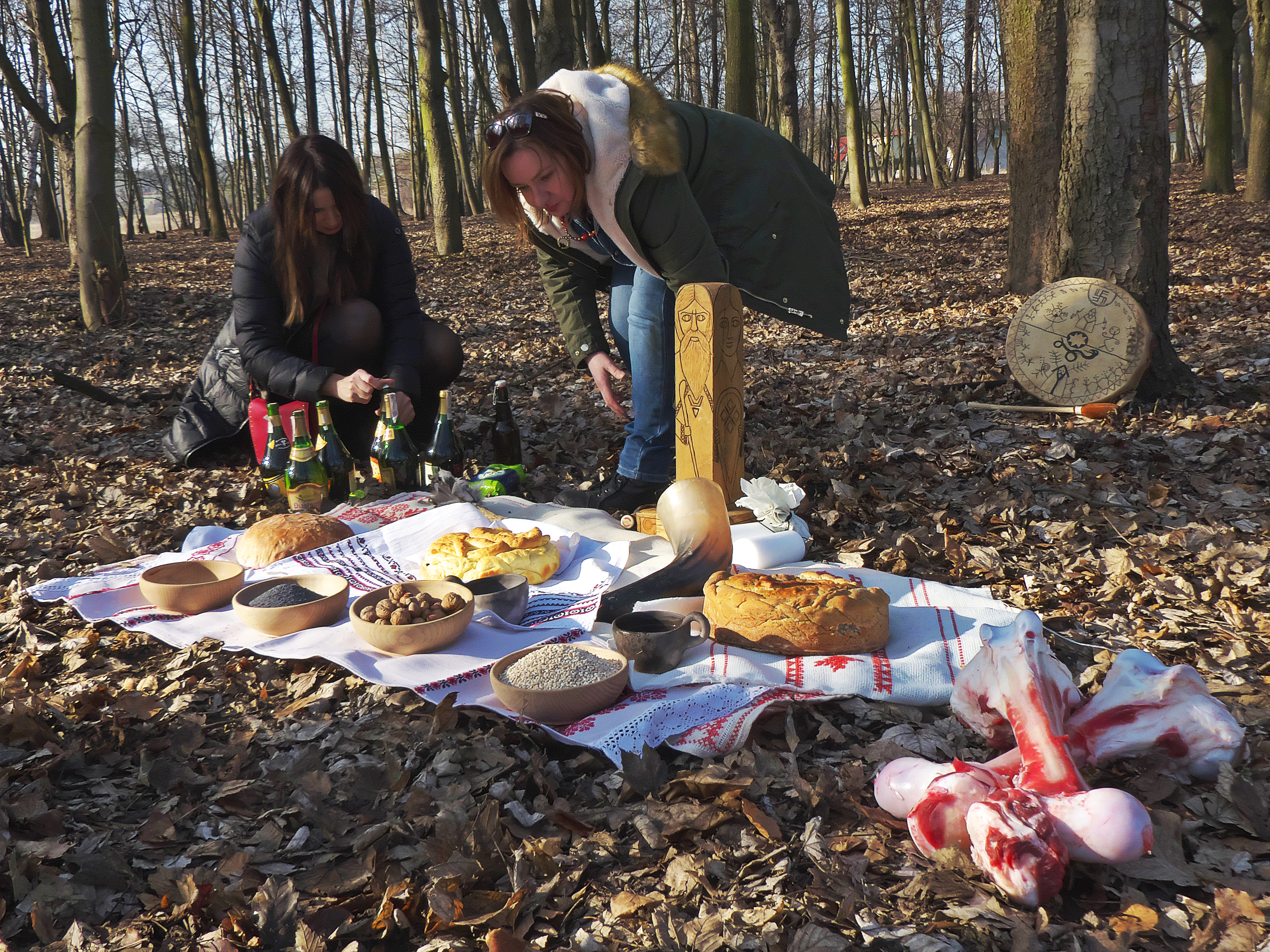
Święto Welesa w Gromadzie MIR

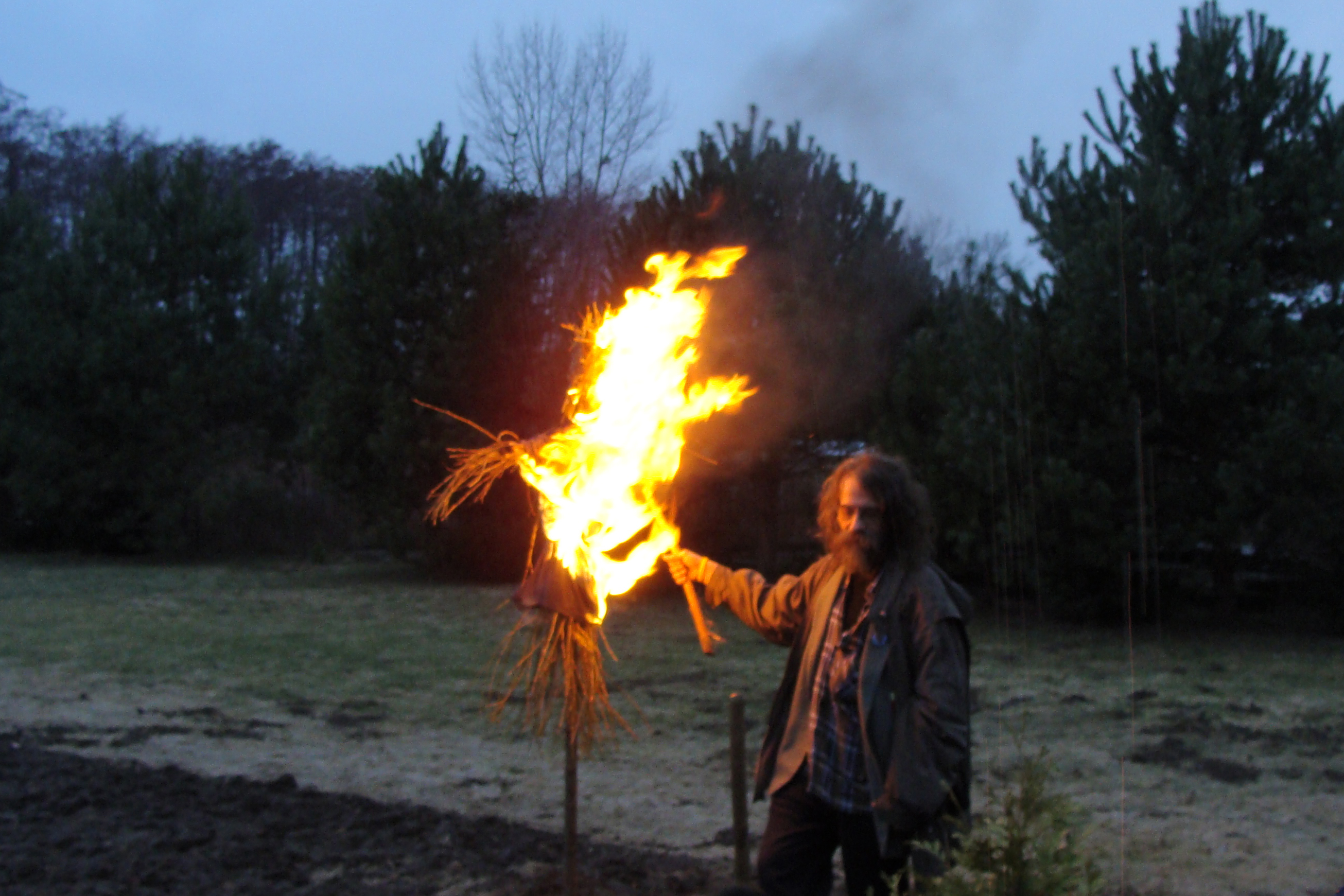
Spalenie Morany w trakcie obchodów Jarego Święta, 2010 RKP.

Rodzimowierstwo jest zasadniczo religią opartą na wspólnocie, większa część wyznawców aktywnie dołącza do organizacji; tylko mniejszość wierzących decyduje się na samotną praktykę. Marlène Laruelle zauważyła, że większość grup rodzimowierczych zwraca uwagę na ezoteryczny aspekt religii, organizując duże, zbiorowe, przystępne uroczystości i szerząc wiedzę ezoteryczną otwartą dla wszystkich. Istnieją jednak grupy bardziej zamknięte, które wymagają bardziej rygorystycznego zaangażowania od swoich wyznawców oraz kładą nacisk na praktyki i nauki ezoteryczne, w tym złożone rytuały inicjacyjne, nawiązujące się do systemów podobnych do żydowskiej kabały, a także modlitwę i uprawianie magii. Wielu rodzimowierców większą wagę przywiązuje się do budowy „autentycznych” rytuałów słowiańskich niż do praktyk wzmacniających psychicznie. Dla wielu innych rytuały mogą uwzględniać praktyki magiczne i mają na celu tworzenie wspólnych znaczeń i nowych więzi społecznych. Dokładność w przestrzeganiu procedur ceremonialnych jest często uważana za kluczową dla skuteczności rytuału, ale jednocześnie rytuały Rodzimowierców są postrzegane jako posiadające elastyczne ramy, w których jest miejsce na rozwój i eksperymentowanie. Wśród źródeł, na których opierają się Rodzimowiercy, znajdują się tacy cenieni badacze jak Władimir Dal i Boris Rybakow.
Większość grup rodzimowierców silnie podkreśla znaczenie kultu przodków, który ma na celu podtrzymywanie i pielęgnowanie wspólnoty rodzinnej, więzi krwi i ojczyzny, gdyż przodkowie są tymi jednostkami, które skutecznie doprowadziły do powstania obecnie żyjącego pokolenia. Wyrazem oddawania czci przodkom może być rytuał „Czczenia Starożytnych Rosyjskich Rycerzy” praktykowany przez rosyjską organizację Rodnover Svarozhichi, skupioną w Jekaterynburgu i rozpowszechnioną w regionie Uralu, 9 maja, na cześć zwycięstwa Światosława I nad Chazarami. Niektóre organizacje RUNWiry upamiętniają ukraińskich bohaterów narodowych, takich jak Taras Szewczenko, Iwan Franko, Bohdan Chmielnicki i Hryhoryj Skoworoda.

### Rytuały, magia i inne techniki
Według Aitamurto rytuały odgrywają „centralną rolę w definiowaniu, uczeniu się i przekazywaniu religii”, a zatem stanowią ważne dopełnienie teologii Rodzimowierstwa. Praktyka rytualna wykorzystuje mitologię, symbolikę, skodyfikowane śpiewy i gesty. Uważa się, że mity i symbole wyłaniają się z podświadomości ludzkości i są wyobrażoną świętą wiedzą, którą należy rozszyfrować i ponownie zinterpretować, ponieważ prawdziwe znaczenie nie zawsze jest oczywiste. Jednym z najbardziej rozpowszechnionych mitów jest ten o Białowodzie, wywodzący się z XVIII-wiecznej kultury staroobrzędowców. Symbole takie jak trójząb, swastyka i przedmioty reprezentujące ogień są głównymi elementami rytuałów rodzimowierców. Swastyka (lub kołowrót, jak nazywa się sześcio- lub ośmioramienne koło w Rodzimowierstwie) jest uważana za główny symbol mistycznego wzniesienia się do boskiego świata. Inne symbole, takie jak zwierzęta, kształty geometryczne i starożytne słowiańskie pismo runiczne, są uważane za związane z określonymi bogami, a modlitwa do ich wizerunku jest uważana za wstawiennictwo u tych bogów. Uważa się również, że odpowiednie śpiewy i gesty pozwalają uczestnikom wejść w komunię z wyższym światem. Niektórzy Rodzimowiercy popierają idee podobne do tych z żydowskiej kabały, a mianowicie dyscyplinę Wsejaswetnaja Gramota („Pismo Uniwersalne”), która utrzymuje, że istnieje związek między językiem, pismem i kosmosem (potwierdzony przez etymologiczny związek między słowami jazycznik, czyli „pogański” i jazyk czyli „język”, mającymi ten sam rdzeń): skrypty cyrylicy i głagolicy, a także ich domniemany pierwowzór, są uważane za magicznie przydatne do współpracy ze wszechświatem i komunikowania się z Bogiem, a także do widzenia przeszłych wydarzeń i przewidywania przyszłych.
Rytuały odbywają się w poświęconych miejscach i zazwyczaj obejmują rozpalanie ognia, wzywanie bogów, śpiewanie hymnów, składanie ofiar i wylewanie libacji, tańce w kręgu (korowód lub po prostu koło, „krąg”), a na koniec zazwyczaj wspólny posiłek. Niektóre organizacje Rodzimowierców, wymagają od uczestników noszenia tradycyjnych słowiańskich strojów na takie okazje, chociaż istnieje duża swoboda w interpretacji tego, co stanowi „tradycyjny strój”, definicja ta bowiem ogólnie odnosi się do ludowego rękodzieła z szerokim wachlarzem motywów i wzorów zdobniczych. Tańce w kręgu mogą być zgodne z ruchem wskazówek zegara (posolon tzn. w kierunku słońca, w prawo) w rytuałach poświęconych bogom Prawii (nadświata) lub przeciwnie do ruchu wskazówek zegara (prowitosolon tzn. w kierunku kłębu, w lewo) w rytuałach poświęconych bogom Nawii(podziemia).

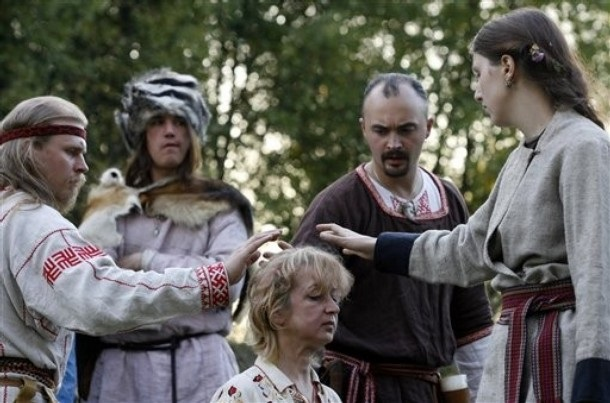
Kobieta podczas rytuału inicjacji do organizacji rodzimowierczej „Krąg Welesa”, pod Moskwą, Rosja.

Rytuały inicjacji obejmują formalne wyrzeczenie się chrześcijaństwa (ros. raskrestitsja), które pociąga za sobą chrzest z nadaniem słowiańskiego imienia (ros. imjanareczenke), rytuał wstąpienia do bractwa (ros. bratanie) oraz rytuały małżeństwa i śmierci. Zmiana imienia symbolizuje śmierć i odrodzenie jednostki w nowej społeczności. Męskie bractwa praktykują przecinanie drugiej „linii życia” na dłoni nawróconych, symbolizując nową „więź krwi”, która tworzy się z innymi członkami.
Istnieje wiele różnic między głównymi grupami, związkami i organizacjami w odrębie Rodzimowierstwa. Na przykład w Stowarzyszeniu Synów i Córek Ukrainy Rodzimej Ukraińskiej Wiary Narodowej (OSIDU RUNWira), jeden z kościołów ukraińskiego sylenkizmu, organizuje cotygodniową „Świętą Godzinę Autorefleksji”, podczas której praktykujący czytają Maha Wira Sylenki, wygłaszane są kazania, wspominani są przodkowie, głoszone są modlitwy i hymny, a spotkanie kończy się odśpiewaniem hymnu narodowego Ukrainy. Konkurencyjne i niemal homonimiczne Stowarzyszenie Synów i Córek Rodzimej Ukraińskiej Wiary Narodowej (OSID RUNWira) również prowadzi cotygodniowe nabożeństwa, ale włącza do ceremonii szerszy wybór źródeł — takich jak czytania z ogólnoukraińskiej Księgi Welesa lub poezji Tarasa Szewczenki — a jego liturgia charakteryzuje się bardziej kolorową grą rytualną. Struktura tych obrzędów syenkowskich jest wzorowana na obrzędach Cerkwi Prawosławnej.
Opowiadając się za holistycznym wizją świata, która nie tworzy dychotomii między umysłem a ciałem, wiele grup rodzimowierców stosuje techniki fizyczne lub sztuki walki jako środki do oczyszczania, wzmacniania i doskonalenia umysłu. Niektóre grupy rodzimowierców stosują praktyki, które nie mają słowiańskiego pochodzenia. Na przykład udokumentowano, że grupa polskich Rodzimowierców praktykuje ogniowe poi podczas swoich świętojańskich uroczystości; praktykę, która pierwotnie rozwinęła się w regionach Pacyfiku w połowie XX wieku. Ukraińska organizacja Rodowe Ognisko Słowiańskiej Rodzimej Wiary (ukr. Родове Вогнище Слов'янської Рідної Віри) promuje technikę uzdrawiania zwaną żiwa, która ma bliskie podobieństwa do japońskiej praktyki reiki. W innym przypadku Lesiv odnotowała ukraińskiego rodzimowiercę, który uznawał praktykowanie jogi, twierdząc, że ta duchowa tradycja została pierwotnie opracowana przez przodków współczesnych Ukraińców.

### Wspólnoty, cytadele i świątynie

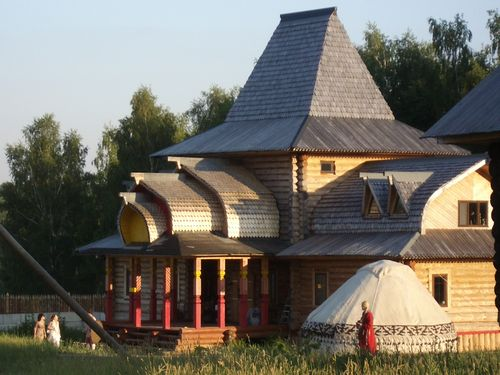
Budynek Słowiańskiego Kremla Witalija Sundakowa, cytadela rodzimowiercza w powiecie podolskim, obwód moskiewski, Rosja.

Organizacje w odrębie Rodzimowierstwa przejęły idee wspólnotowości i zarządzania społeczeństwem ze słowiańskiej i rosyjskiej historii. Odzyskują przedchrześcijańską społeczną instytucję wieców, którą również postrzegają jako odzwierciedlenie koncepcji sobornostu sformułowanej w dwudziestowiecznej filozofii rosyjskiej. Wiece są używane jako nazwa niektórych nadrzędnych organizacji Rodzimowierców, a także rad międzynarodowych. Aitamurto charakteryzuje wiece jako model organizacji „od dołu do góry”, zgodnie z opisami podanymi przez samych rodzimowierców - to znaczy oddolną formę zarządzania, która przekształca się w konsensualną władzę i/lub podejmowanie decyzji. Lokalne grupy rodzimowierców zwykle nazywają siebie obszczinami, podczas gdy schod, sobor i mir są używane do nieformalnych spotkań lub w odniesieniu do tradycyjnych rosyjskich idei wspólnoty. Innym terminem określającym wspólnotę, choć nieczęsto używanym, jest artel. Formą organizacji wspólnot rodzimowierczych jest zakładanie miejsc przeznaczonych do wspólnego życia, takich jak twierdze (kremlin) lub cytadele (gorodok), w których świątynie otoczone są budynkami o różnym przeznaczeniu społecznym. Jednym z takich ośrodków jest Słowiański Kreml Witalija Sundakowa (ros. Славянский Кремль Виталия Сундакова), znajdujący się w rejonie podolskim obwodu moskiewskiego. Niektóre siatki założyły całe wioski w całej Rosji; tak jest między innymi w przypadku tych rodzimowierców, którzy są częścią anastazjanizmu.

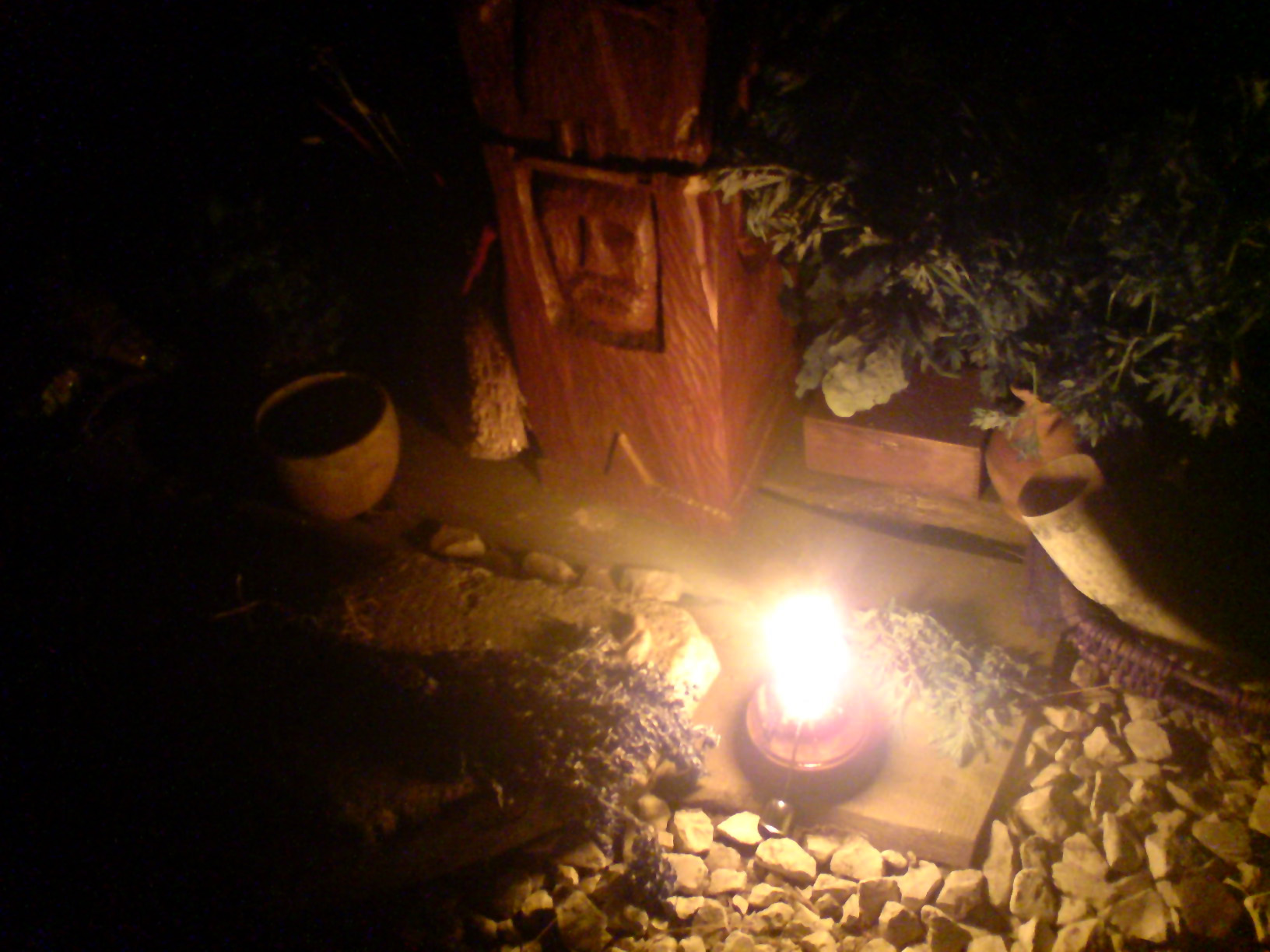
Chram Mazowiecki RKP, Noc Kupały (2009)

Rytuały i spotkania wyznaniowe często odbywają się na terenach wiejskich, w lasach i na polanach. Podstawową strukturą świątyni Rodzimej Wiary Słowiańskiej jest plac rytualny (ros. капище, kapisze), składający się ze świętej strefy ofiarnej, dostępnej tylko dla kapłanów, w środku której umieszczone są słupy z rzeźbionymi wizerunkami bogów i rytualnym ogniem (krada). Mogą występować budynki świątynne (храм, chram). Słupy lub posągi nazywane są słupami, idolami, ale także kapami. Pole ofiarne znajduje się zwykle w północnej części placu, tak aby podczas ceremonii ofiarnych zarówno kapłani, jak i osoby świeckie patrzyły w kierunku boskiego bieguna północnego; w przeciwnym razie, w przypadku społeczności, które przykładają większą wagę do cyklu Słońca, znajduje się ono we wschodniej części placu. W 2015 r. Świątynia Ognia Swarożyca, w formie prostej drewnianej architektury, została otwarta przez Związek Słowiańskich Wspólnot Rodzimej Wiary w Krasotynce w Kałudze. Gajdukow udokumentował, że w 2000 r. rodzimowiercy wznieśli posąg Peruna w parku niedaleko Kupczina w Sankt Petersburgu, choć najpierw nie uzyskali oficjalnego pozwolenia. Posąg pozostawał na miejscu przez jakiś czas, aż został usunięty przez władze w 2007 r., kiedy podjęto decyzję o budowie kościoła w jego pobliżu.

### Kapłaństwo

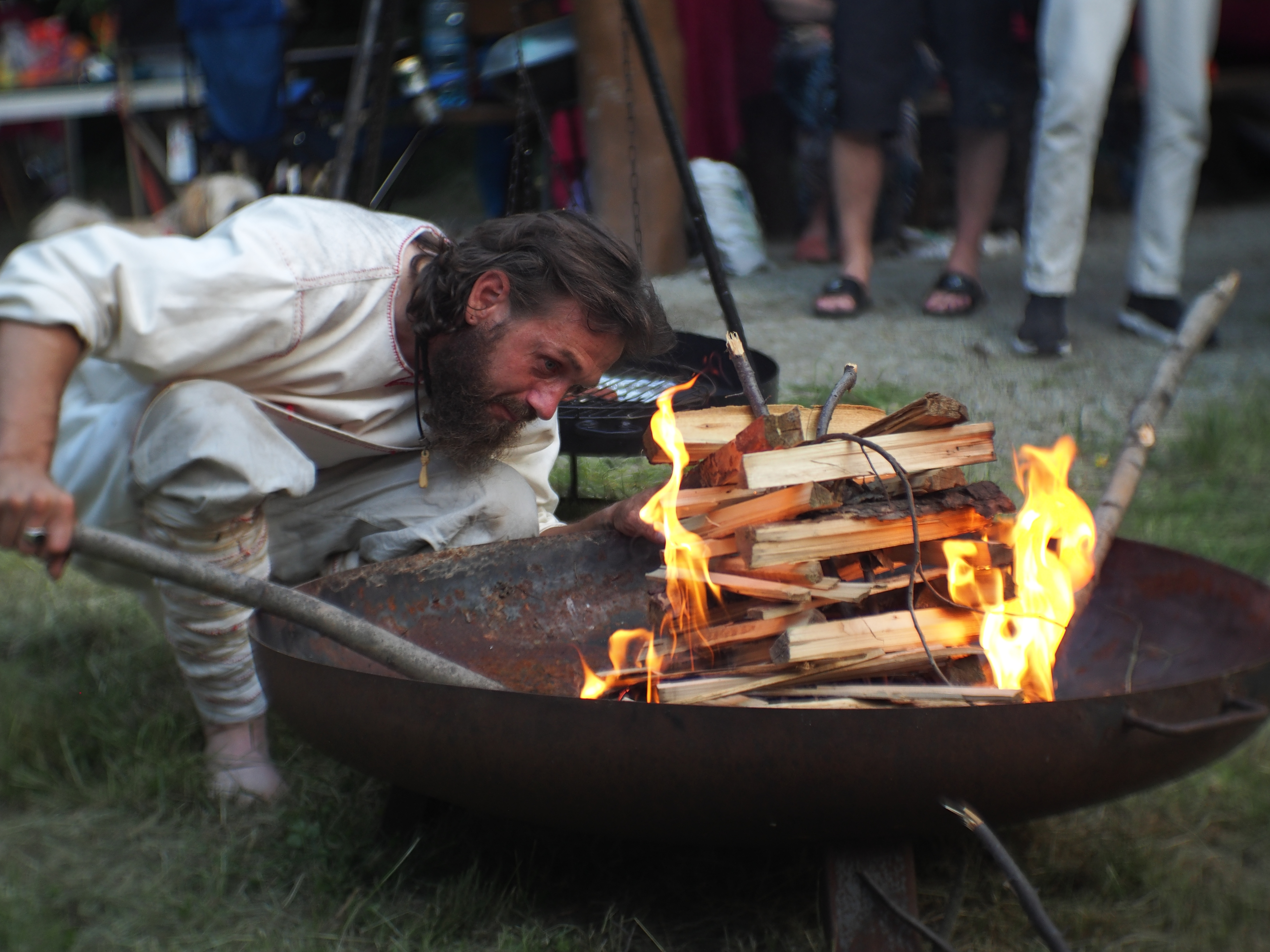
Żerca rozpalający święty ogień podczas obchodów Nocy Kupały w Osadzie Mokoszy pod Ślężą, 18 czerwca 2022

Rodzimowierstwo jest zarządzane przez grupę duchownych, których można podzielić na wołchwów („mędrzec”, „czarodziej”, „szaman” lub „mag”) i żerców („ składający ofiary”). Są oni odpowiedzialni za odprawianie rytuałów ku czci bogów oraz przewodzenie wspólnotom i świętom religijnym. Wołchwowie są wyżsi rangą w hierarchii kapłańskiej, podczas gdy żercy posiadają niższą pozycję. Chociaż większość kapłanów w rodzimowierstwie słowiańskim stanowią mężczyźni, członkowie wspólnot rodzimowierczych nie wykluczają kobiet z kapłaństwa a analogiczne kapłaństwo kobiet składa się z dwóch rang guślarki i żerczyni. Nie tylko kapłani płci męskiej cieszą się prestiżem; kapłanka Hałyna Łozko z Ukrainy jest uznanym autorytetem w ruchu rodzimowierczym, a wspólnota Pravovedi w Kołomnej jest zarządzana przez kapłankę. W 2012 roku kilka organizacji rodzimowierczych w Rosji zawarło porozumienie o wzajemnym honorowaniu ich kapłaństwa oraz o zunifikowaniu zasad udzielania święceń kapłańskich.

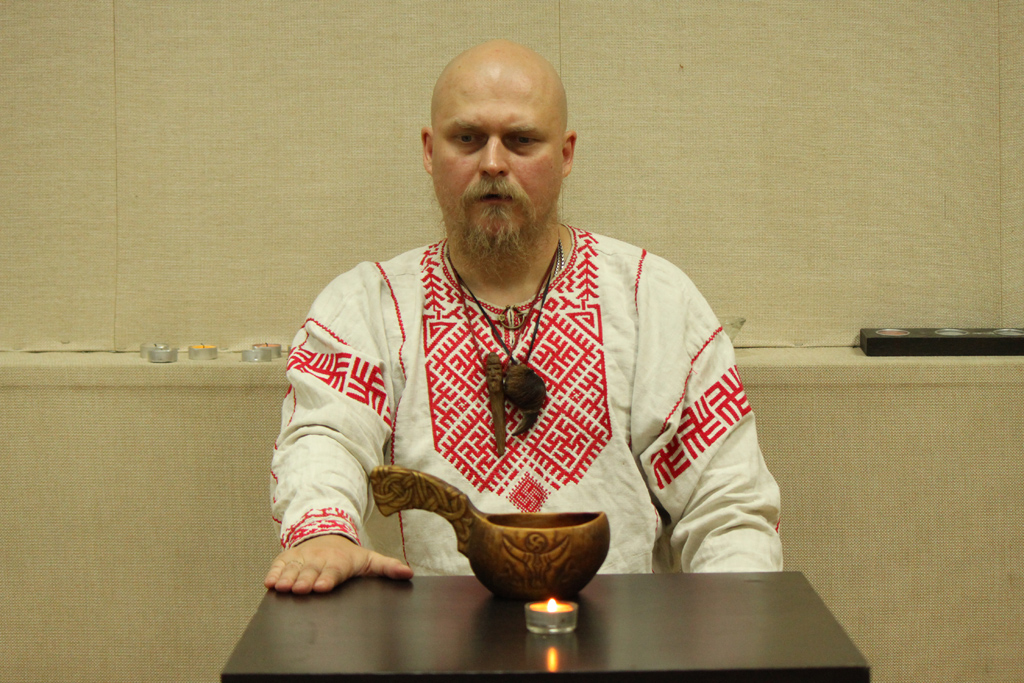
Wołchw Welesław z Kręgu Welesa, Nowosybirsk 2013 r.

Kapłaństwo w rodzimowierstwie cechuje szereg atrybutów; sakralnych przedmiotów, będących oznaką pełnionej przez nich roli. Obok różnych odmian „tradycyjnego” ubioru i tamburynu, najbardziej charakterystycznym elementem towarzyszącym rodzimowierczym wołchwom jest ich laska, nadawana w momencie inicjacji i stanowiąca „niezmienny atrybut władzy religijnej i świeckiej (berło, różdżka) w tradycjach wszystkich ludów świata”. W Rodzimowierstwie laska kapłańska reprezentuje axis mundi, drzewo świata, niewidzialny „filar mocy”, duchowej siły stworzenia oraz uważana jest za naczynie dla jednej z dwóch części duszy wołchwa lub reprezentację ich własnego ja.
Według kosmologii Rodzimowierców górna część laski wołchwów reprezentuje nadświat, prawię, i jest albo wyrzeźbiona jako antropomorficzna twarz reprezentująca bóstwo patronujące wołchwowi, albo jako symbol Roda, i jest związana z samym Rodem, „Bogiem bogów”, reprezentującym jedność wygenerowanych bogów w uniwersalnym Rodzie, lub z jego widzialną manifestacją, Swarogiem; środkowa część laski reprezentuje Jawię i Peruna i jest wyrzeźbiona symbolami mocy, którymi wołchw „dowodzi” w świecie rzeczywistym; dolna część laski reprezentuje Nawię i Welesa i jest palona w ogniu, aby symbolizować piekielne siły podziemnego świata. Drewno, z którego wykonana jest laska, jest wybierane zgodnie z patronatem bóstwa kapłana: buk i klon są związane ze Swarogiem i Dadźbogiem, dąb z Perunem, drzewa iglaste i leszczyna z Welesem, brzoza i jarzębina są związane z boginiami (Mokosz, Ładą, Dziewanną). Laska jest pokryta nacięciami, które są pionowymi liniami, jeśli są męskie i związane z mocą Rodu, podczas gdy spiralne lub okrągłe nacięcia, jeśli są żeńskie i związane z boginią Ziemi. Laska musi być traktowana zgodnie z pewnymi zasadami, a wcieranie olejków z zaklęciami oraz zawieszanie pazurów, kłów, amuletów i innych przedmiotów przymocowanych do nici jest uważane za gromadzenie mocy w lasce.

### Aktywność artystyczna i inna
Wielu rodzimowierców wyraża swoje wierzenia poprzez sztuki wizualne, a Światosław I Kijowski jest jednym z najpopularniejszych tematów historycznych wśród rodzimowierczych artystów. W latach 10 XXI wieku rodzimowierstwo weszło do kultury masowej krajów słowiańskich poprzez promowanie etnicznych ubrań, etnicznych fryzur, etnicznych tatuaży, poprzez tworzenie i rozprzestrzenianie własnych systemów symboli i obrazów, ale także gatunków muzyki, kina i beletrystyki. Do dziś postępuje rozrost treści promowanych przez środowiska rodzimowiercze zawierające między innymi hipotetyczne wierzenia słowiańskie, wizje przedchrześcijańskich społeczeństw i inne, w tym również na platformach stron internetowych jak Youtube.
Wielu rodzimowierców ogólnie podkreśla zdrowy styl życia jednostki, który jest niekiedy rozszerzony jako zdrowy styl życia narodu; ograniczenia spożycia żywności, unikanie niektórych pokarmów i zajęcia sportowe, dostosowane do czasu ważnych wydarzeń lub świąt, nabrały rytualnego charakteru dla wielu grup rodzimowierczych. Jednymi z takich popularnych zajęć ruchowych jest "słowiańska gimnastyka", która stanowi zestaw ćwiczeń odrobinę przypominających hinduską jogę i niektóre asany.

## Historia rodzimowierstwa słowiańskiego
Rodzimowierstwo słowiańskie opiera się głównie na wierzeniach funkcjonujących wśród Słowian przed chrystianizacją. Niektóre prądy rodzimowierstwa czerpią także inspiracje zarówno z późniejszych elementów folkloru ludowego, który swoje źródła miał w obrzędach z czasów pogańskich (np. topienie Marzanny, Noc Kupały itp.), jak również z wcześniejszych obrzędów i wiar pozostałych, dawnych kultur etnicznych na długo przed pojawieniem się chrześcijaństwa. Mogły to być elementy pochodzące od starych kultur celtyckich, zapożyczenia od ludów germańskich i bałtyckich, ze szczególnym uwzględnieniem Prusów, którzy przez długi czas sąsiadowali z plemionami słowiańskimi na północnym wschodzie. Wpływy tych kultur są generalnie akceptowaną zasadą wynikającą z faktu długiego sąsiedztwa i zapożyczania zwyczajów i elementów mitologii religijnej między różnymi kulturami w terenach styku tych kultur.

### Czechy
W 2000 roku z połączenia grup „Rod Jarovíta” i „Rod Mokoše” powstało stowarzyszenie „Rodná víra”, zarejestrowane 13 kwietnia 2001 roku.

### Polska

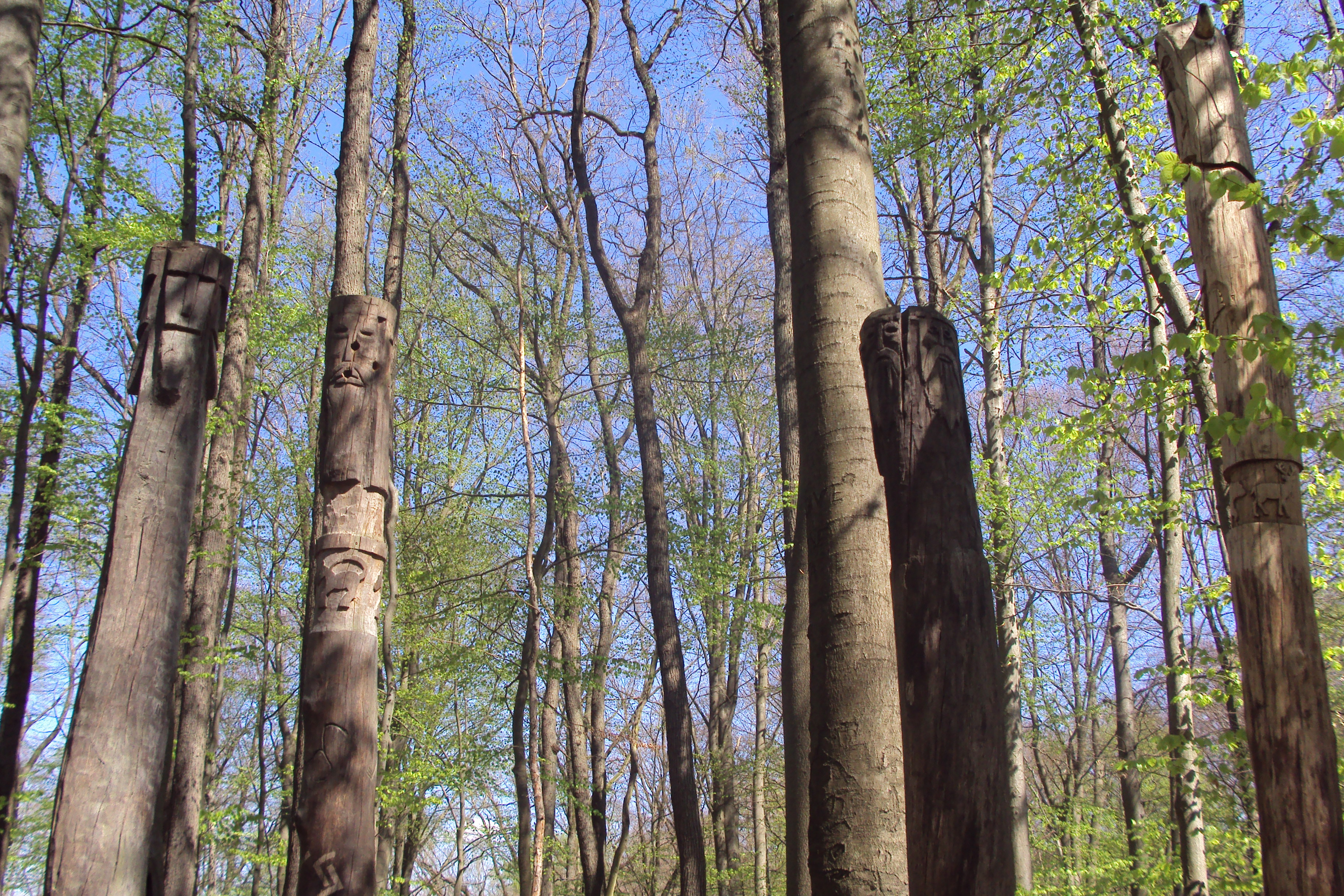
Współczesne posągi na miejscu kultowym w Puszczy Bukowej pod Szczecinem

### Serbia
Rodzimowierstwo w Serbii zaczęło odradzać się w XIX wieku, gdy równolegle z walką o niepodległość i nadejściem romantyzmu nastąpiło zwiększone zainteresowanie ludową kulturą i zwyczajami. Słowiańskie wierzenia, obrzędy i zwyczaje religijne przetrwały wśród Serbów po przyjęciu chrześcijaństwa. Prace nad zebraniem legend oraz podań, prowadzone przez Vuka Karadžicia i innych entuzjastów, takich jak Milos S. Milojević i Jasa Prodanovic, przyczyniły się do zachowania znacznej części kultury Serbów, pomimo burzliwych zmian w XIX i XX wieku. Na podstawie zebranych podań ludowych i porównań z tradycji innych narodów słowiańskich powstały pierwsze rekonstrukcje rodzimej wiary Serbów.
W XIX wieku i na początku XX wieku niektórzy politycy, tacy jak Jaša Tomić czerpali inspiracje ideowe z religii słowiańskiej. W drugiej połowie XX wieku niektóre znane osoby zaczęły wspominać w swoich wypowiedziach religię Słowian w afirmatywnym tonie, jak np. Dragoš Kalajić czy Vojislav Šešelj. Jednocześnie serbscy pisarze, poeci i malarze wykorzystywali w swych pracach motywy rodzimowiercze. Wśród nich są Desanka Maksimović („Latopis potomków Paruna”), Vasko Popa (zbiór poezji pt. „Vusča so”), Ljubivoje Jovanovic i inni.
Na początku XXI wieku pojawiły się publikacje poruszające temat słowiańskiej religii, jak również kilka wydawnictw regularnie publikujących w obszarze zagadnień związanych z rodzimowierstwem słowiańskim.
Z inicjatywy pisarza Dragana Jovanovicia, jednego ze zwolenników powrotu religii słowiańskiej w Serbii, 25 czerwca 2011 roku w miejscowości Mokre koło Bela Palanka po raz pierwszy od czasów Nemaniczów wzniesiono posąg Świętowita. Na części terenów wiejskich w Serbii dochodzi do odbudowy i ponownego uprawiania pewnych rytuałów słowiańskiej religii.
22 grudnia 2012 rozpoczęło działalność Stowarzyszenie rodzimowierców Serbii „Staroslavci”.